# Лецовиця
Лецови́ця — село в Україні, у Мукачівському районі Закарпатської області. Входить до складу Чинадіївської селищної громади.

## Назва
Протягом всієї своєї історії до 1918 року офіційна мадяризована назва села була Лецфолва, а місцеве населення називало його Лецовиця. Після закінчення першої світової війни, коли Закарпаття відійшло до Чехословаччини, офіційна назва села змінилася і почала вживатися назва Лецовиця.
За однією з легенд село заснували Лецо і Виця, тому на їхню честь село назвали Лецовиця.
За іншою легендою, першими поселенцями були Іван Леца, Василь Житко, Іван Цалан, Михайло Гусар. Це були перші жителі, які втекли від важкої праці на поміщика. Поселенець Леца в цей час володів 10-ма восьминами землі (1 восьмина становила 4 гектари). У його володінні було 8 пар коней, 6 корів, 50 вуликів бджіл, 50 штук овець, кіз і велика кількість птиці, кури, качки.
В цей час хати будували з дерева, покривали соломою. Вікна були маленькими і взимку закривались ганчір'ям. В хаті посередині стояв дерев'яний стіл, а під стіною лава для спання. В хаті стояла піч, з якої дим виходив на горище. Освітлювали приміщення лоєм.
Леца утримував слуг для праці в господарстві. Один із слугів залицявся до жінки Леци Івиці і за зговором з нею вбив Лецу, вважаючи, по займе його місце, але інші слуги вбивають його. Служниці вночі задушують жінку Леци — Івицю. Село Мала Дубровиця перейменовано на Лецовицю.

### Легенда про Оленя
Високі Карпатські гори, закриті віковічними дубами, буками, ялицями та іншими деревами. Тут не проходила жодна людська душа. Вільно у хащових гірських нетрях гуляли хіба що вітри, блискавки чи зимою хуртовини. Ліси кипіли всякою звіриною. Та, царем цим місць був старий, могутній як гора. Олень, не було жодного місця в цих хащах, де б не побував цей звір. Він: знав про кожен кущик, про схованки інших звірів, про кожен гірський потічок, Улюбленим місцем Оленя був найбільший потічок у цих місцях — Мала Дубровиця. Це було чудове місце. Невелика галявина, вкрита пахучою травою, радо приймала поважного царя цих країв.
Несподівано ці старі хащі ожили:, у них з'явились люди, почулася голосна чоловіча бесіда, веселий дитячий сміх. На малій Дубровиці з'явилася велика сім'я русина, який тікав від голоду, панських знущань, важкої праці, Івана Леци. Цей чоловік, разом із своєю родиною та сім'ями двох братів Симона і Михайла, піднялися високо в гори, у ліси, щоб освоїти собі землі і шати на себе, на своїх дітей.
Побудувавши невеликі колиби із сухої сосни, вони: почали вивчати місцевість. Люди не знали, що за ними слідкує пильне око царя цих місць — Оленя. Багатство цих земель вразило Леца, зачарувало його, і він з першого погляду закохався в цю недоторкану природу, у її високі гори, могутні старі дерева, що височіли над цією невеликою галявиною, як сторожа.
Багато сил приклали ці люди, щоб обжитися. Вирубали ліс, викорчували і з'явилася ще одна галявина. Раділи, проте працювали, не покладаючи сил. Всі жили мирно. Головним цьому великому роду був Іван Лец.
Навколишні землі почали називати землею Леца — Лецфолва.
Тільки через деякий час у Івана відбулася зустріч із господарем цих лісів, Оленем. Горда постава звіра, величаві роги зачарували Леца. Він навіть забув за страх, бо щойно мало не став жертвою дикого вепра. Тільки і зрозумів, що від смерті його врятував саме цей величавий звір.
Іван віддячив Оленеві. Через деякий час у лісі у різних місцях з'явилися купи пахучої сухої трави.
Пройшов деякий час. З'явилося більше полів, були побудовані невеликі хатинки, народилися діти. Село розросталося. Тепер місцеві жителі називали себе лецівчанами, а село — Лецовиця.
Символом цього села став гордий Олень, що символізує собою силу, міць, гордість тих людей, хоча всі про них знали. Як про дуже гостинних людей, які знали багато казок, пісень, були дуже забобонні.

## Географія
З Лецовицею межують такі села: Плосконовиця з північного сходу, Бабичі-Покутя з південного сходу, Ділок з півдня, Ряпідь (Бистриця) із заходу, Вільховиця — з північного заходу.
З давніх-давен село поділено на окремі частини, які мають свої назви: Цалановиця, Житковиця, Гричковиця, Дяківня, Горб, Запотік, Лаз. Ці назви залишилися від перших поселенців: сім'ї Цалана, Житко, Гричко, а також від назви потічка, та найбільш рівнинної частини села Лаз. (Див. додаток. План села Лецовиця).

## Історія

### Стародавні часи
Околиці села були обжиті людьми з давніх часів. Як свідчать дані археології, вперше сліди людей заявляються тут у VI-ІІІ ст. до нашої ери в епоху ранньої залізної доби.
На це вказують матеріали курганного поховання, відкритого в околицях села в 30-х роках нашого століття. Тут під курганним і насипом були знайдені глиняні посудини в окремих з яких і знаходились обпалені кістки небіжчика. Поблизу цих посудин; клались менші із залишками їжі, щоб померлий міг їсти в потойбічному світі. Поховання із Лецовиці належало до куштановицької археологічної культури, поширеної на території Закарпаття у VI-І столітті до нашої ери. (Матеріали поховання і зберігаються у фондах Закарпатського краєзнавчого музею).

### Початки села
Перша письмова згадка про село Лецовиця відома з 1649 року. В одному із тогочасних документів (урбаріумі) за вказаний рік, кенейзу за прізвищем Лец було право заснувати село, яке за ім'ям його засновника отримало назву Лецфолва, що в переводі із угорської означає село Леца, а серед місцевого населення прижилася назва Лецовиця.
У березні-квітні 1733 року мукачівський генерал – вікарій Семен Ольшанський зробив опис греко-католицьких церков Бережанського комітету, із вказаного перепису дізнаємося, що в селі знаходилась дерев'яна церква із двома дзвонами присвячена святому Михайлу. Священиком тут був Данило Лецович. Згідно описів парохів за 1768—1778 роки, Лецовиця кількома з іншими селами підпорядковувалась церкві села Великий Брестів. У цей час у селі вже була дерев'яна церква. За переписом 1798 року у Лецовиці налічувалось 182 чоловік жителів, при церкві була школа у якій навчалось 80 учнів, а вчителював тут Іван Попович. На початок XIX століття село дещо розрослося. У 1806 р. тут проживало 87 жителів, усі греко-католицької віри. Як і відзначається в єпархіальному переписі за 1806 р. Із усіх жителів села 136 були готові (здатні) до сповіді, 161 чоловік — ні. У селі у 1805 році відбулось 4 весілля, народилося 4 дитини. У церкві молилися на русинській (місцевій мові), навчання дітей проходило при церкві
Головним заняттям жителів Лецовиці в цей час було землеробство, скотарство, робота в лісі.

### XIX століття
XIX століття ознаменувалось новими зрушеннями в розвитку села. Зросла кількість будинків збудованих в основному з дерева, покритих соломою без підлоги. Два будинки збудовані з саману і покриті черепицею, а два вкриті шинглою.

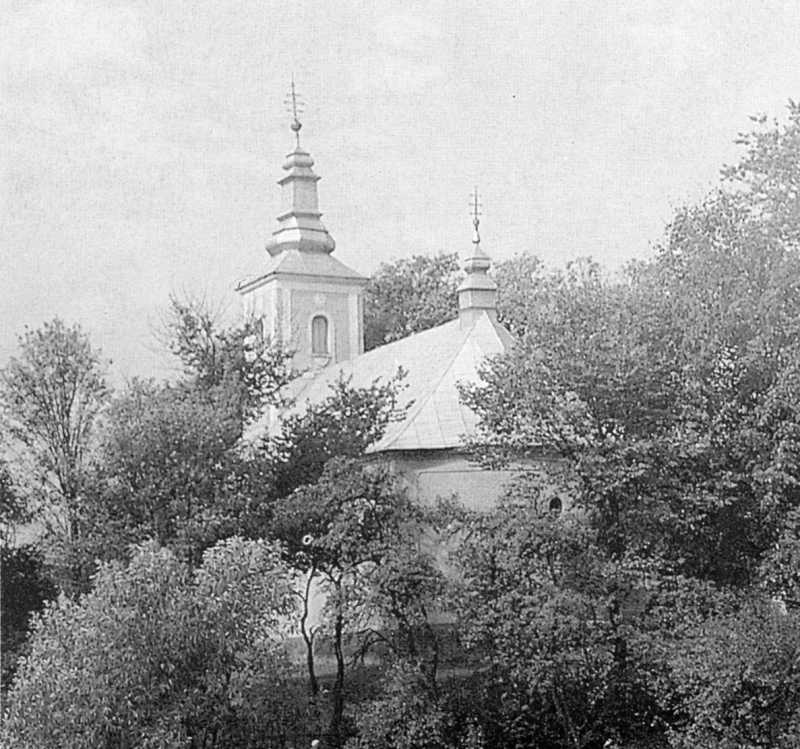
Церква св. арх. Михайла, 1887 р. Світлина 1991 р

В середині XIX ст. (1844 р.) Лецовиця, як більшість сіл Закарпаття, отримало свою печатку. На ній був зображений олень, що біжить вправо, а навколо знаходився напис на угорській мові: Вегеg va'гmеgуе, Lecefolva (у переводі на українську: Бережанський комітат, Лецфолва).
В ІІ половині XIX столітті збудовано церкву з каменю і покрито жерстяною покрівлею. Будівництво велось з 1870 по 1887 р. Було закуплено три дзвони.
В кінці XIX столітті було збудовано початкову школу з угорськомовним навчанням. В школі вчили читати, писати арифметику, а також Закон божий. Школа була підпорядкована церкві. Вчителя називали дяком. Писали на таблиці з ґріфликом. Написане змочували слиною і потім стирали, щоб можна писати далі нове завдання.
В той час розширились земельні угіддя за рахунок сільських і лісових масивів. Орали і сіяли хліб на Яновім і Дяковім. Населення продовжувало займатись сільським господарством (землеробством, скотарством, садівництвом). Поряд з культурними рослинами сіяли коноплі, з яких виготовляли пряжу, пряли нитки і полотно. Із тканого полотна шили одяг для чоловіків і жінок.
Взимку чоловіки заготовляли дрова і раз в тиждень везли їх на базар, щоб маги гроші для купівлі промислових товарів.

### XX століття
У 1910 році селяни гуртом побудували сільську хату для коваля, для виготовлення різних залізних предметів: підков, цвяхів, свердла та інше.
1913 р. юнаки із села, які працювали в США купили великий дзвін (він і тепер виконує свою місію) і відправили його у село.
У 1914 році почалася перша світова війна, у якій брала участь, Австро-Угорщина. Була оголошена мобілізація до 48 років і основне населення чоловіків пішли на фронт. Залишилися старі, жінки і діти, на яких лягла вся робота.
У 1915 році збудували в лісі фортецю (будинок лісника) для охорони від вирубування дерев.
1918 р. закінчення першої світової війни і Австро-Угорська Імперія розпалась. Підкарпатська Русь увійшла до складу Чехословаччини. Більше половини людей не повернулись додому із війни.
У 1921 році перебудували більшу школу з двозмінним навчанням і квартиру для дяка вчителя. 1-4 класи навчались до обіду, а 5-8 після обіду.
Навчання проводилось на місцевій мові, але 2 рази в тиждень вивчали чеську мову. Після закінчення 6-го класу з відмінним навчанням можна було поступити до навчання на перший курс гімназії або на другий курс горожанської школи.
У 1932 році перший юнак із села Чекан Іван поступив в Ужгород на перший курс духовної семінарії, яку закінчив у 1936 році. Літом біля церкви відбулось освячення на священика, але так, як він не одружувався, то приймав сан клірика. З його ініціативи в селі було організовано осередок «Просвіта», до якого входили юнаки та дівчата молодшого та середнього віку.
XX століття ознаменувалось епохою розвитку освіти, культури, медицини, техніки, високорозвинутим сільським господарством і іншими галузями народного господарства. Протягом XX століття збільшилась кількість будинків і населення. Будинки будували з каменю у І половині XX століття, а в ІІ половині будували з саману і покривали черепицею. Подекуди будували з цегли та покривали черепицею, а деякі й шифером.
До кінця XX століття було збудовано 225 будинків, у яких проживало 840 жителів. Крім цього додатково було збудовано 180 літніх кухонь. В селі було збудовано двоповерховий 4-ох квартирний будинок для вчителів з паровим опаленням. Всі будинки вкриті черепицею і шифером.

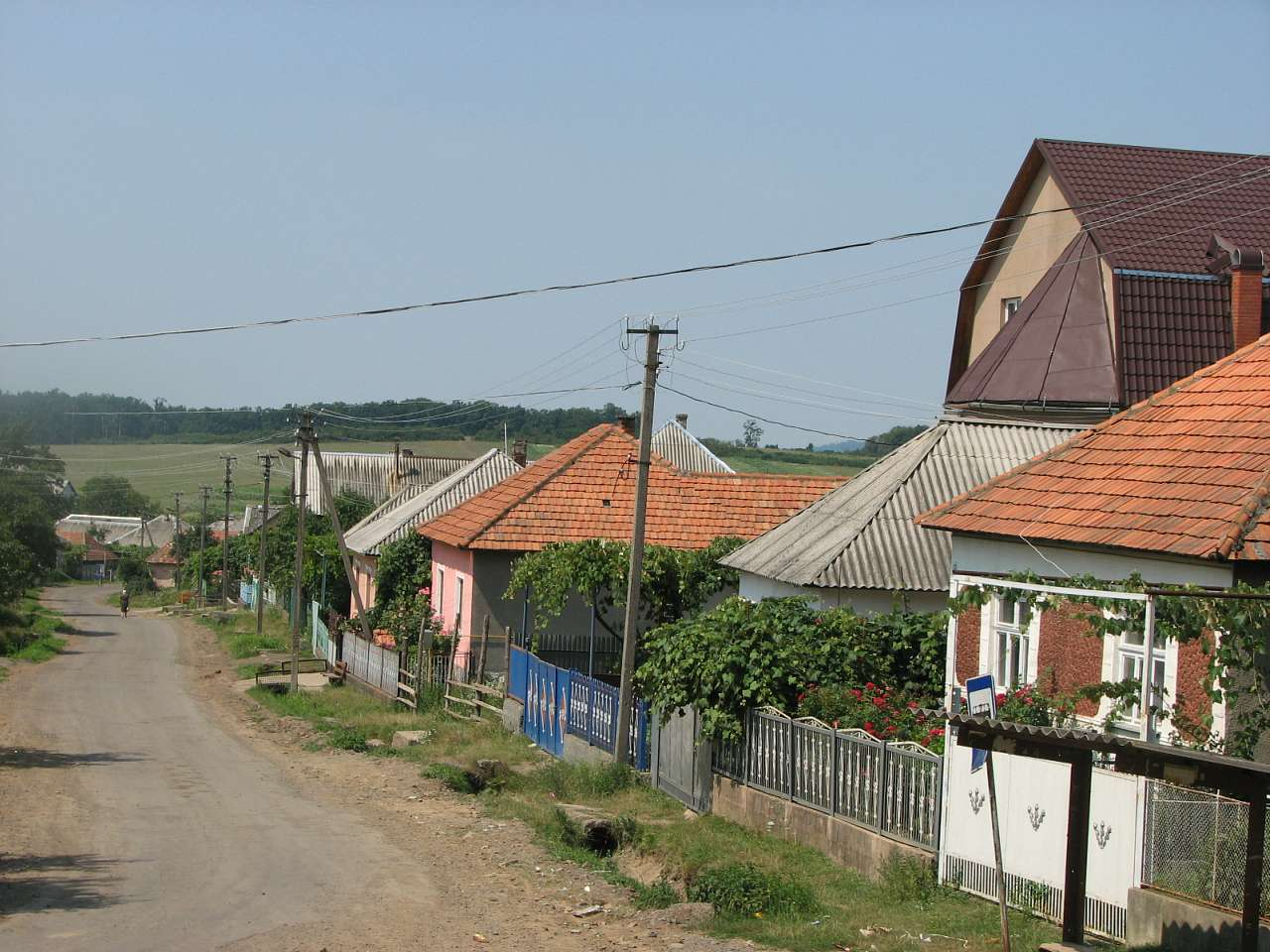
Село Лецовиця (сучасний вигляд)

В 1938 році в селі було побудовано початкову школу, після закінчення якої учні продовжували навчання в с. Ряпідь (тепер с. Бистриця). Значно покращилося становище села в післявоєнний період. В 1956 році було збудовано корпус № 2, початкова школа реорганізована в семирічку. В цьому році було організовано колгосп, бригада села відносилась до колгоспу «Ленінська іскра» села Брестів, пізніше бригада входила до колгоспу «1 Травня» с. Ряпідь (Бистриця). 1961 році бригаду села, як і інші було приєднано до колгоспу « Радянська Армія», смт. Кольчино, а в кінці 1967 року було утворено Чинадіївський колгосп, до якого ввійшла і бригада нашого села. Селяни займались розвитком рослинництва і тваринництва.
В 1965 році була заасфальтована дорога від Чинадіївського моста до Лецовиці яка зараз є історичною пам'яткою села так як ніколи більше не знала ремонту і від неї залишились лише незначні частини асфальту
В 1994 році землі бригади ї приміщення ввійшли до орендної спілки пайовиків «Карпати». Паї на землю в кількості 0,83 га одержали колгоспники села.
В 1996 році відбувається розпаювання будівель і техніки.
В 90-х роках ХХ століття в селі було побудовано православну Святовознесенську церкву.

## Населення
Згідно з переписом УРСР 1989 року чисельність наявного населення села становила 839 осіб, з яких 409 чоловіків та 430 жінок.
За переписом населення України 2001 року в селі мешкало 825 осіб.

### Мова
Розподіл населення за рідною мовою за даними перепису 2001 року:
| Мова       | Відсоток |
| ---------- | -------- |
| українська | 99,76 %  |
| російська  | 0,24 %   |

## Економіка
На сьогоднішній час село повністю електрифіковано, газифіковано, проведено водопровід. В 2010 році було проведено освітлення основних вулиць села. Село наблизилось до умов міста.

## Освіта

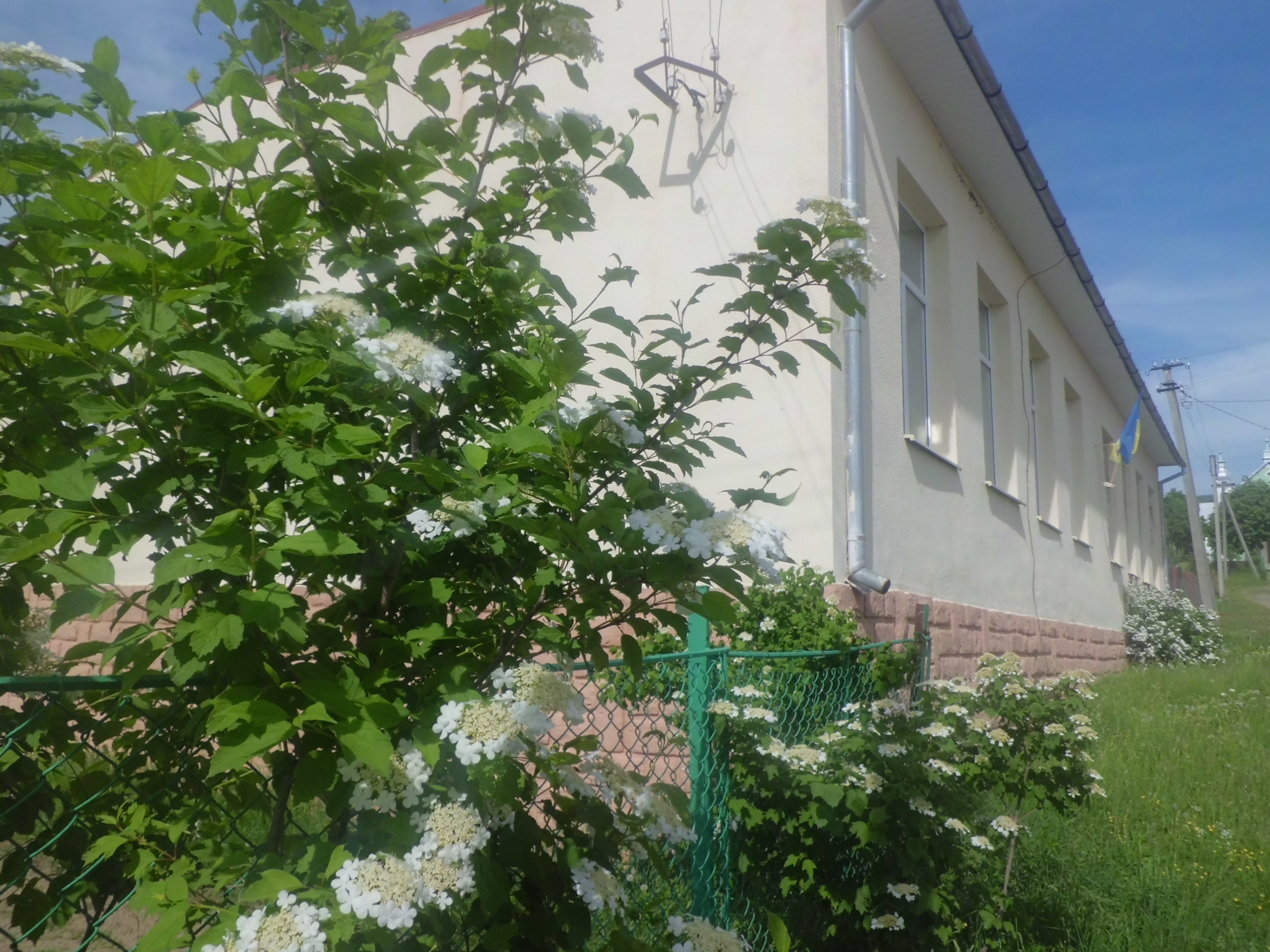
Лецовицька ЗОШ І-ІІ ст.

У селі знаходиться Лецовицька загальноосвітня школа І-ІІ ступенів, у якій навчається 109 учнів. Школа побудована в 1938 році. Спочатку це була початкова школа, а з 1956 року стала восьмирічною. З часу заснування школи керівниками навчального закладу були наступні педагоги:
- Маринець І. І.
- Луца В. В.
- Мезей Іван Іванович.
- Феделеш Ілля Іванович
- Волонтир Ілля Михайлович
- Рубіш Василь Василович
- Чабак Степан Ілліч.
- Махлинець Маргарета Василівна
- Йовбак Алла Андріївна[6]

## Релігійне життя
Село багате своїми звичаями, традиціями, що складає його священну спадщину. Зокрема при греко-католицькій церкві для дітей підліткового віку проводяться уроки катехизації та ведеться підготовка першопричасників.
У Лецовиці є дві церкви: православна і греко-католицька. Православна церква побудована недавно, декілька років тому. Оточена квітами й деревами вона височіє на невеличкому пагорбі. В ній до кінця свого життя служив настоятель Вознесенськоі церкви Сидор Дмитро Юрійович. В монашестві Алексий. На іншому пагорбі виблискують куполи греко-католицької церкви. Раніше на її місці була дерев'яна церква, яка згоріла, і від неї залишився лише камінь, який був у церкві престолом. Згодом, приблизно 130 років тому почалося будівництво нового храму. Церква була побудована протягом 1870—1887 років і освячена на свято Архестратига Михаїла. Її дзвони дуже давні і дуже могутні. Найстаршими є малі дзвони, а великій дзвін у 1913 році був подарований на славу Божу вихідцями з села, які працювали в Америці. Ці слова є викарбуваними на дзвоні: «Цей дзвін подарований на славу Божу…». Також ці дзвони мають здатність розганяти бурі. При церкві діють дві організації: «Матері в молитві» і «Ангели миру».
Церква св. арх. Михайла. 1887.
У 1692 р. село було філією Брестова. Дерев'яну церкву, збудовану 1699 р., згадують у селі 1778 р. Теперішню типову муровану церкву збудовано з 1870 до 1887 p., a попередня, дерев'яна, згоріла.
За спогадами православного священика Дмитра Сидора, місце для мурованої церкви виділив зі своєї землі його прадід Михайло Сидор. Церкву збудували з каменю на вапні, склепіння та вежа — цегляні, дахи вкрили шинґлами. У 1920 р. дахи перекрили бляхою, а в 1935 бляшаним стало завершення вежі.
У 1965 р. за священика Матінка, кураторів Дмитра Сидора та Василя Русина відбулося освячення храму після спорудження хорів та малювання. Ремонт та малювання церкви проведено у 1974 р., коли громаду очолювали Іван Бурч.
Останній ремонт проведено у 1997 р. за кураторів Іллі Бурча, Івана Софілканича та Юрія Станковича. У дзвіниці встановлено три дзвони. Найбільший відлив Ф. Шелтенгофер у 1913 р. стараннями М. Сидора та земляків в Америці. Найменший відлито в Пряшеві 1789 р.
2 липня 2013 року в селі було освячено меморіальну дошку в пам'ять про репресованого в 1949 році радянською владою о. Івана Малишка, який не зламався під тягарем тяжких випробувань і не відмовився від своєї віри. Ця дошка зараз нагадує всім вірникам, яким має бути приклад справжнього християнина.

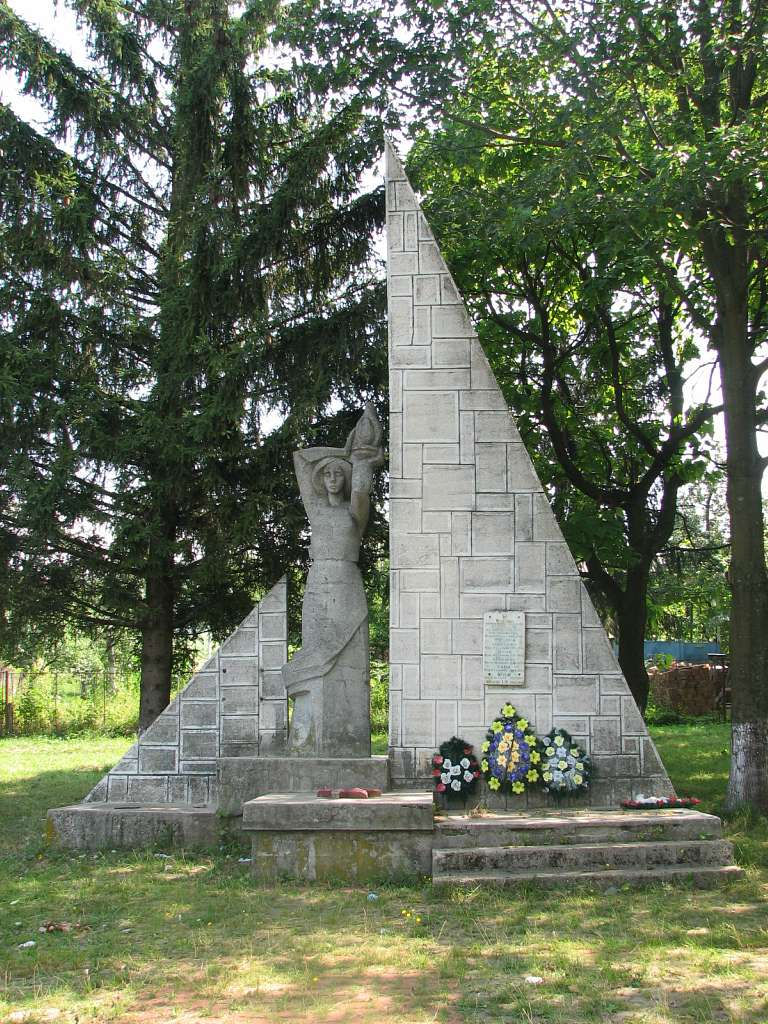
Памятник «Скорботна мати»

## Пам'ятки
У центрі села розташований пам'ятник «Скорботна мати» встановлений на вічну пам'ять героям війни, тому кожного року туди приходять діти, вчителі, а також працівники сільської ради та всі охочі, що пам'ятають про подвиг дідів і прадідів.

## Відомі люди

### Народилися
- Береш Андрій Ількович (1929—1990) — український радянський будівельник. Заслужений будівельник УРСР (1963).
- Русин Василь Павлович — український радянський партійний і державний діяч.
- Сидор Дмитро Дмитрович (1955—…) — русинський громадський діяч, голова «Сойму Підкарпатських русинів», священик Української православної церкви (Московського патріархату), настоятель Хрестовоздвиженського собору (Мукачівська єпархія УПЦ (МП)).

## Туристичні місця
- На матеріали курганного поховання, відкритого в околицях села в 30-х роках нашого століття. Тут під курганним і насипом були знайдені глиняні посудини в окремих з яких і знаходились обпалені кістки небіжчика. Поблизу цих посудин; клались менші із залишками їжі, щоб померлий міг їсти в потойбічному світі. Поховання із Лецовиці належало до куштановицької археологічної культури, поширеної на території Закарпаття у VI-І столітті до нашої ери.
- пам'ятник «Скорботна мати»
- храм св. арх. Михайла. 1887.
- 2 липня 2013 року в селі було освячено меморіальну дошку в пам'ять про репресованого в 1949 році радянською владою о. Івана Малишка